# Donald Slocum
Donald Jay Slocum (11. června 1928 Waurika, Oklahoma – 8. ledna 1997 Lincoln, Nebraska) byl americký basketbalista.
Během studia na Oklahoma City University působil v tamním vysokoškolském týmu Oklahoma City Stars. Po skončení studií hrál za amatérský klub Denver Chevrolets, který byl členem Amateur Athletic Union.
V roce 1950 reprezentovali Denver Chevrolets Spojené státy americké na prvním mistrovství světa v basketbalu, které se konalo v Argentině, a získali zde stříbrné medaile. Slocum na turnaji odehrál šest zápasů s průměrem pěti bodů na utkání.